# 村山きぬ
村山 きぬ（むらやま きぬ、1909年<明治42年>10月19日 - 1985年<昭和60年>10月16日）は、大須ういろ創業者、合資会社大須ういろ代表社員。

## 人物
名古屋市北区出身。
1932年（昭和7年）村山正夫と結婚。村山正夫は航空機部品製造の製造販売業を営んでいた。
1948年（昭和23年）末、夫が戦前から営んでいた飛行機・自動車部品業の先行き不安により、「女手でもやれる」菓子製造業を創業する。仁王門前の小さな店構えの菓子屋であった。
創業時はまんじゅう・ようかんを製造販売していた。これは昔から製法が決まっており、間違いなく売れると判断したからであった。菓子の材料である米と砂糖は徒歩一時間かかる名古屋駅裏の市場で仕入れ、雇った職人がまんじゅう・ようかんにしたものを、きぬ1人が行商して売り歩いた。この材料はヤミ物資であり、連日のように警察の世話にもなった。
ようかんは「大須ようかん」と名付けた。大須は往時の客足もなく、さらなる販売拡大を目指して名古屋駅での販売を目論見、鉄道弘済会に日参することとなった。はじめは相手にもされなかったが、指摘された箇所を改善し、毎日決まった時刻に日参するうちに大須ようかんの試験的な取り扱いが決まった。
1949年（昭和24年）春には資本金50万円で合資会社を設立し、夫を社長に据え、自身は専務となった。1949年（昭和24年）5月には次なる製品として「ういろ」の製造販売に成功した。日持ちがするようにアルミ箔包装とし、夏場でも1週間の保存が可能となった。アルミ箔包装については方法を広く公開した。
1951年（昭和26年）9月1日、名古屋に民間放送が開局した。この民放を活用し、店名を周知するために宣伝費を惜しみなく掛ける方針とした。
さらにようかんとういろうを合わせた「ないろ」という商品を独自開発した。
1958年（昭和33年）に正夫が飛行機事故により亡くなると大須ういろの代表社員となり、5人の子供を育てながら会社を切り盛りした。
材料の仕入れは全て現金取引とし、問屋を経由しない全て直営店販売とした。現金取引は闇市で材料を買い付けていた名残であり、買い付けるための現金を得るために卸売りではなく、全て直営店による直販を選択したのであった。
名古屋の女性経営者の集まりとして「名古屋ヒロインズクラブ」も組織している。
1985年（昭和60年）10月16日午後11時51分、名城病院（名古屋市中区）において、脳梗塞のため死去。75歳だった。1985年（昭和60年）10月18日には密葬が営まれた。大須ういろグループ3社の合同葬として覚王山日泰寺において告別式が29日午後2時から3時まで開かれた。合同葬の喪主は長男の博志（合資会社大須ういろ無限責任社員）が務めた。葬儀委員長として杉戸清元名古屋市長が参列した。

## 親族
- 長男は大須ういろ無限責任社員の村山博志（むらやまひろし）[8]。
- 山田昇平（株式会社大須ういろ本店会長）の義母にあたる[1]。